# Pigeon de vol

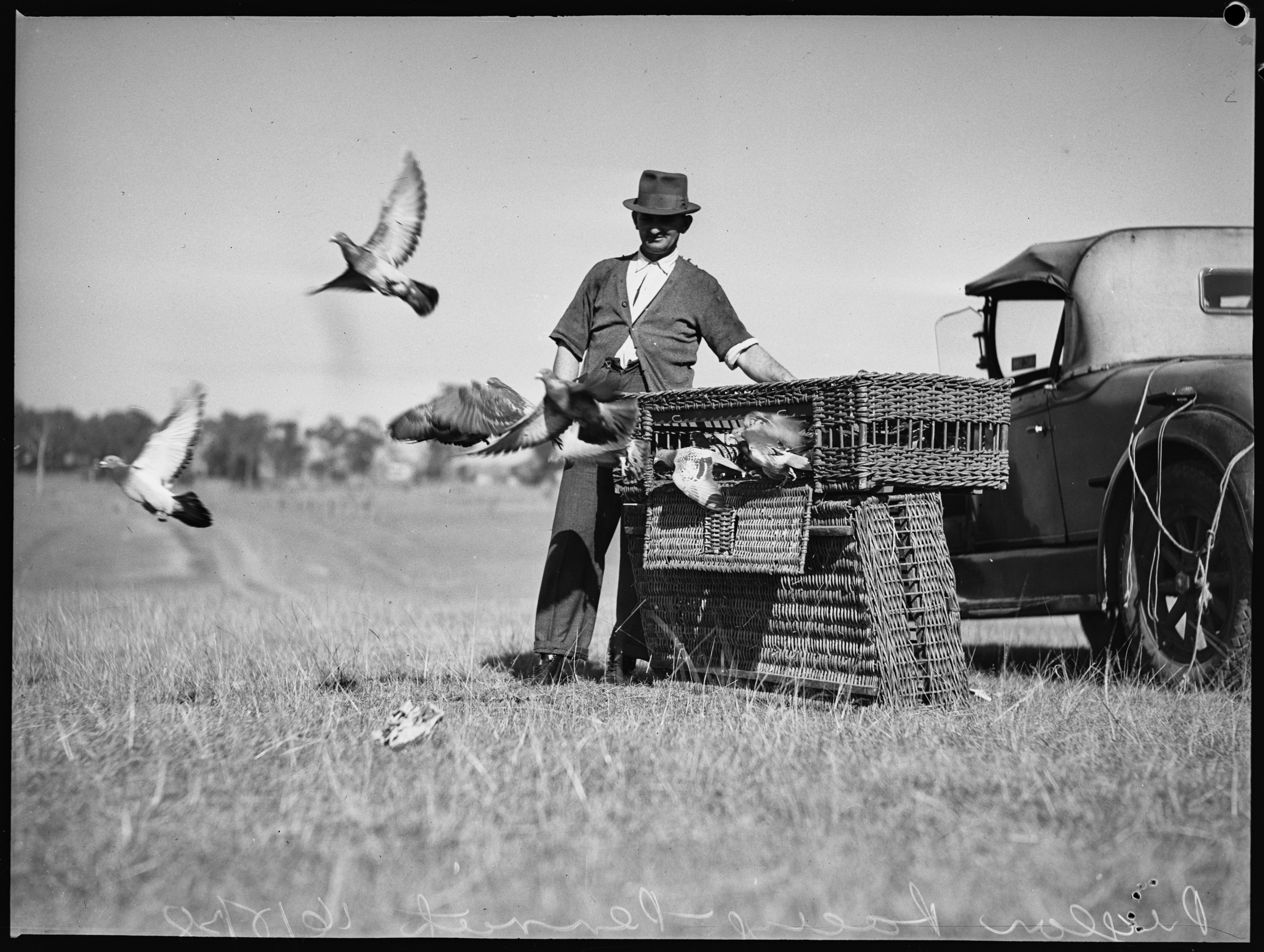
Pigeons de vol lâchés pour une course en octobre 1945 (Australie).

Les pigeons de vol sont un groupe de races de pigeon domestique sélectionnées pour leurs aptitudes au vol. Parmi celles recherchées, on trouve les acrobaties aériennes (culbutants), le vol en haute altitude (hauts-volants) ou l'endurance (durée du vol, Tippler (en)). C'est l'un des neuf groupes utilisés par les colombophiles pour classer les races. C'est celui qui regroupe le plus de races.

## Historique
La domestication du pigeon remonteraient à 3 000 ans avant notre ère en Égypte. Depuis l'Antiquité, le pigeon est utilisé comme pigeon messager. Jusqu'au milieu du XXe siècle, il est considéré comme l'un des moyens de communication le plus sûr et le plus rapide. La possession de colombiers était alors un privilège dans de nombreux pays. La noblesse et le clergé étaient les seuls à avoir le droit, et les moyens, de posséder des pigeons voyageurs. Pour cette raison, il est aussi devenu un symbole de richesse, comme aux îles Baléares avec la race de l'Escampadissa. En cas de guerre, les pigeonniers étaient visés pour couper toutes communications ; ainsi, les Allemands condamnaient à mort toute personne possédant un colombier lors de la Seconde Guerre mondiale dans les pays occupés.
À la fin de la Seconde Guerre, en 1945, la colombophilie est relancée ; mais avec des moyens de télécommunications de plus en plus modernes, l'usage de pigeon messager devient obsolète. La colombophilie devient alors un « sport », et ces pigeons messagers et voyageurs deviennent des pigeons sportifs. Mais les éleveurs de ce type de pigeons sont de plus en plus rares. En effet, élever ces oiseaux demande beaucoup de travail et de patience. Les animaux doivent être entraînés régulièrement. En outre, à chaque lâcher, l'éleveur s'expose au risque de perdre un ou plusieurs oiseaux. Pour ces raisons, beaucoup d'éleveurs préfèrent élever des races privilégiant l'apparence (oiseaux d'ornement, pigeons de fantaisie) pour participer à des concours et expositions avicoles. De plus, pour certaines races de pigeons de vol, l'évolution des choix des éleveurs fait que les sélections ne se font plus sur les capacités de l'oiseau mais sur son apparence et sa posture suivant un standard, comme c'est le cas pour le Domestic Show Flight. 

## Sélection
Pour développer ces pigeons voyageurs, les éleveurs recherchent plusieurs caractéristiques et aptitudes chez les oiseaux comme un bon sens de l'orientation et un fort attachement à son pigeonnier qui poussera l'oiseau à rentrer au plus vite chez lui. Les autres caractéristiques sont issues d'un travail de sélection et de beaucoup d'entraînement parmi lesquelles on trouve l'endurance (résistance à la fatigue) et la vitesse (avec un bon vent, des pointes de 120 km/h peuvent être atteintes). En 1931, un pigeon parcourt 12 000 km en 23 jours. En 2012, lors d'une course d'endurance entre l'Espagne et le nord de la France, un pigeon réalise un vol de 1 044 km en moins de 16 heures. Le temps de vol dépend aussi de l'entraînement ; et les plus longs vols, sans que l'oiseau se pose au sol, peuvent durer jusqu'à 20 heures. Les acrobaties et le vol en haute-altitude sont également recherchés. 
Comparé aux autres groupes, celui de vol est le plus important en terme de nombres de races.

## Sous-groupes et variétés

### Claqueur et ringslager

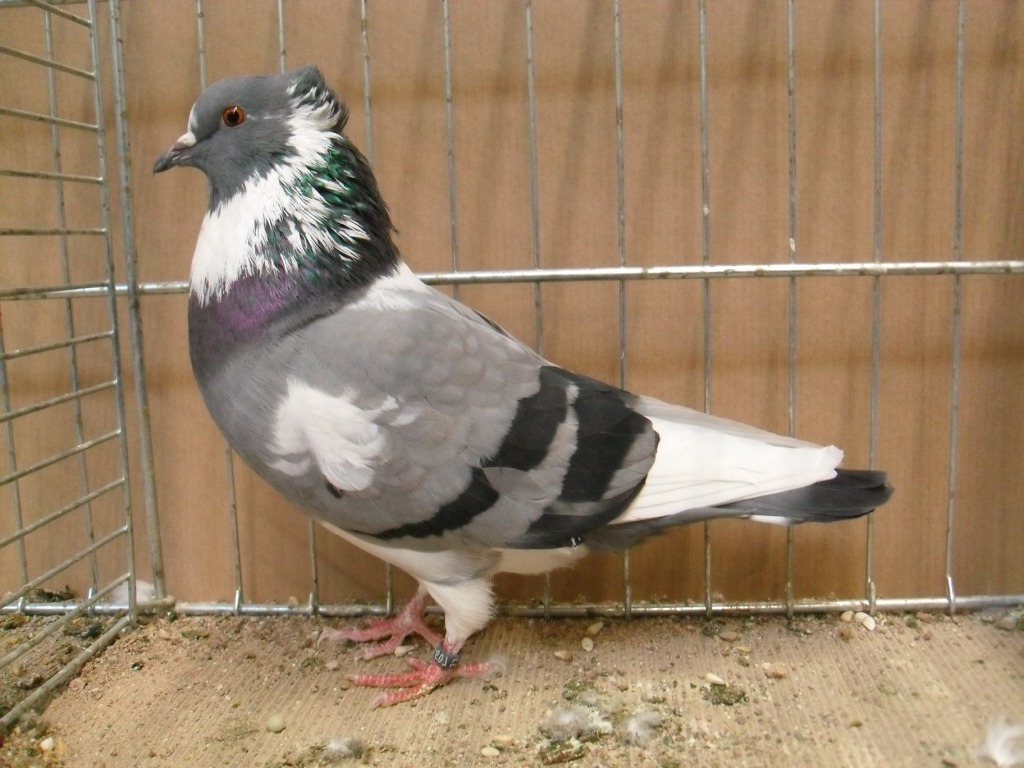
Speelderke.

Un claqueur ou ringslager, ringbeater en anglais, fait partie d'un petit groupe de races de pigeons originaires des Flandres. Les mâles de ces races réalisent leur parade nuptiale de façon particulière. Au lieu de rester au sol pour faire leur cour, ils se lancent dans un vol acrobatique au-dessus de la femelle, réalisant plusieurs cercles entre 50 et 100 cm au-dessus du sol. Faisant claquer leurs ailes et changeant de sens rapidement, les rémiges du mâle s'abîment facilement. Ils sont également cités sous le nom de « pigeon tournant ». 

### Culbutant

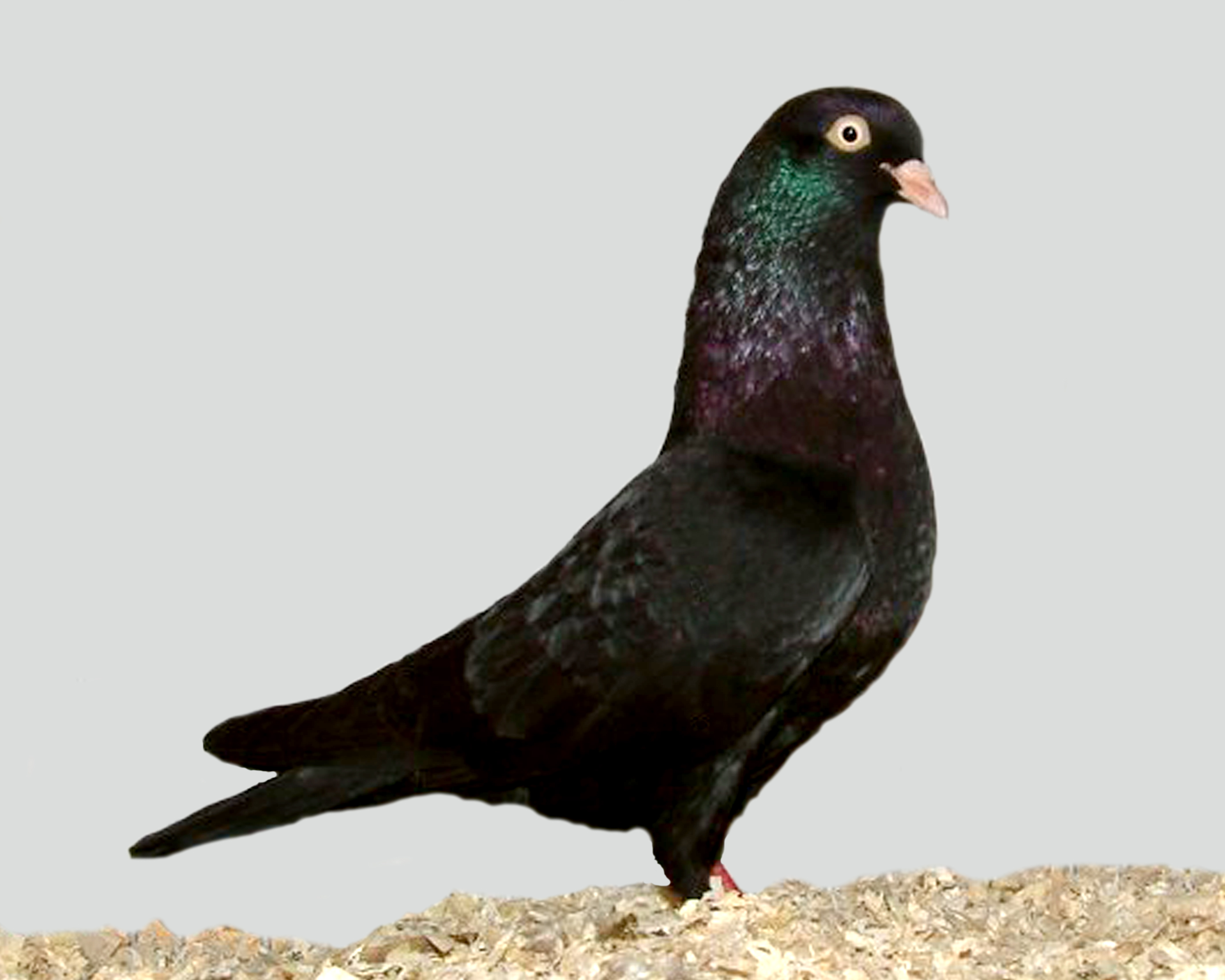
Culbutant belge.

Un culbutant, tumbler en anglais, est un pigeon réalisant des figures de voltige aérienne. Il peut effectuer une « culbute », comme un saut périlleux arrière. L'oiseau lance sa tête vers la queue durant le vol, il accomplit ainsi une rotation arrière. L'oiseau se limite à une ou deux culbutes,. De nombreuses races de culbutants sont reconnus rien qu'en Europe. Jusqu'au XIXe siècle, ses races portaient le nom latin de Columba gyratrix. 

### Haut-volant

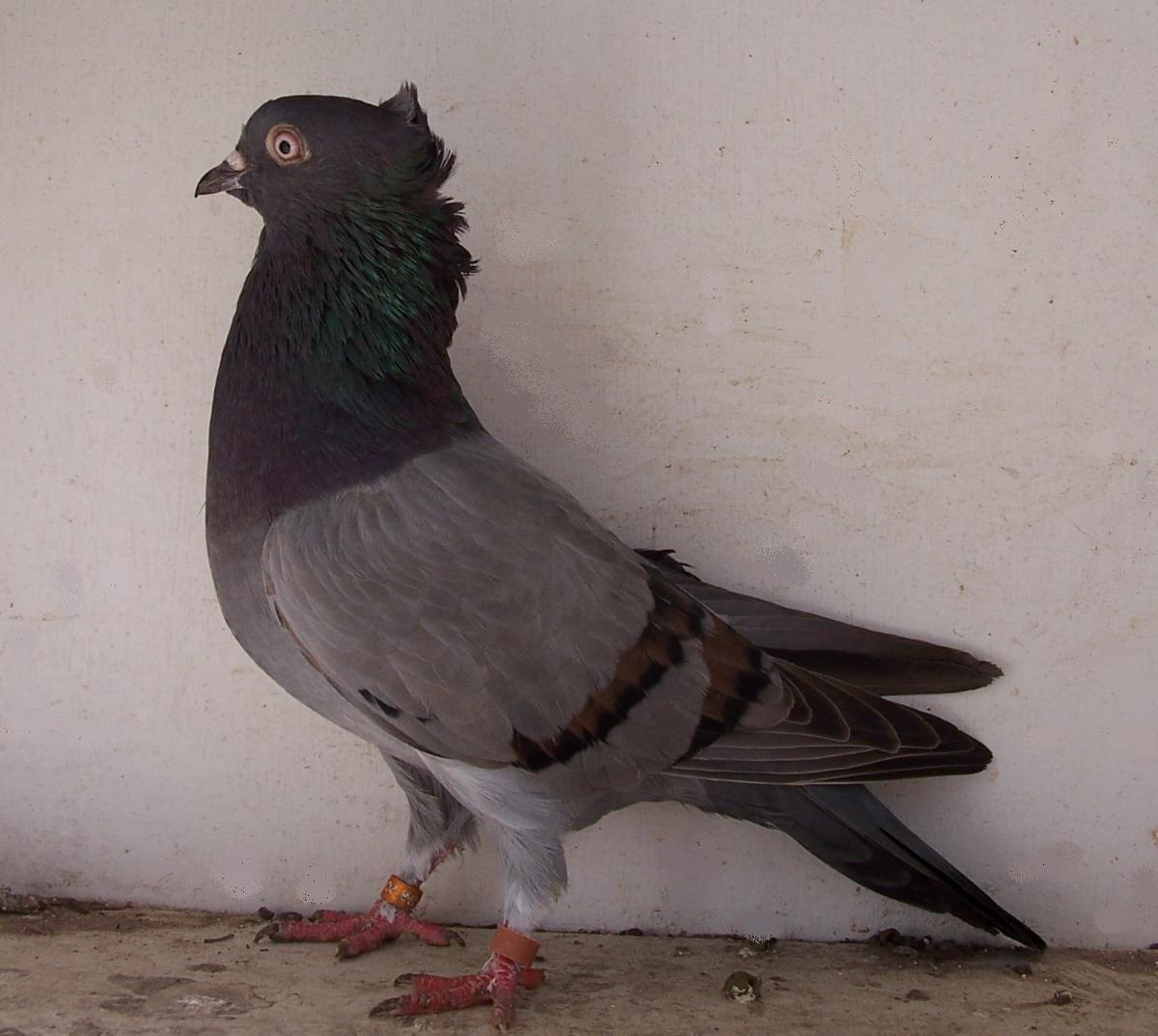
Haut-volant serbe.

Comme son nom l'indique, un haut-volant, highflyer en anglais, peut voler à une grande altitude, en général entre 1 000 et 1 500 m. L'oiseau est si haut dans le ciel que depuis le sol, il est invisible à l’œil nu. Le nombre d'éleveurs de ces pigeons, très appréciés avant la Seconde Guerre mondiale, a très fortement diminué. Depuis le début du XXIe siècle, ce type de sport reprend,. Pour son élevage, ce pigeon a besoin de sortir une fois par jour. Plus les oiseaux sont nombreux, plus ils volent et se stimulent entre eux. 

### Plongeur
Un plongeur est un pigeon qui, voyant des appelants ou rappeler par l'éleveur lui-même, va plonger en piqué pour rejoindre le sol à grande vitesse. Lors du piqué, l'oiseau réalise des acrobaties. Les figures varient selon les races. Lors du piqué, l'oiseau peut tournoyer sur lui-même. Le Beyrouth est l'une des races les plus rapides en piqué mais il ne réalise aucune figure,,.

### Rouleur

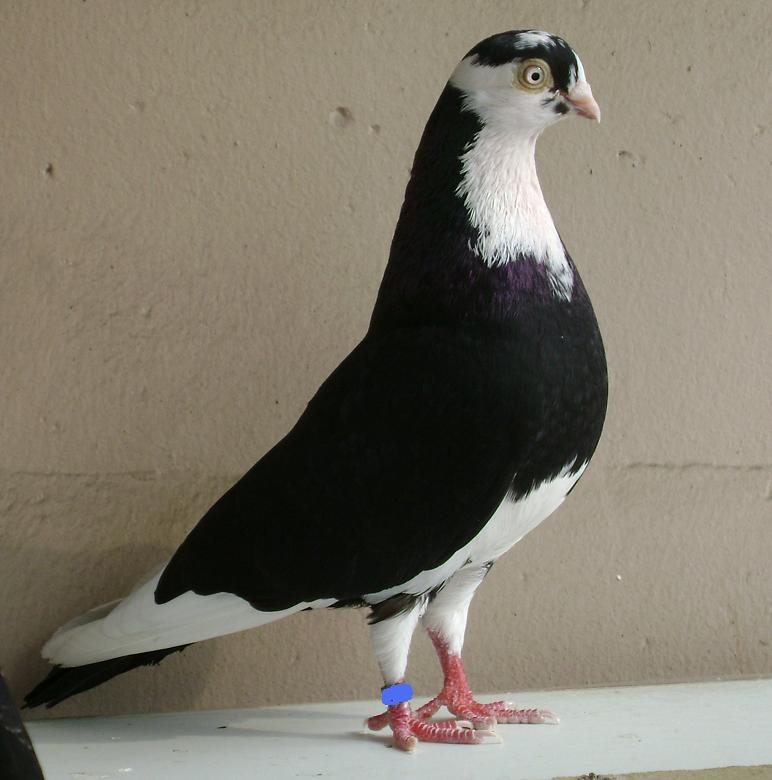
Rouleur de Galati.

Un rouleur, roller en anglais, réalise des culbutes, mais au lieu d'être limité à une ou deux comme les culbutants, il peut enchaîner toute une série de figures en grande vitesse. L'enchaînement des figures s'appelle une roulade. Les culbutes provoquent une chute de l'oiseau pouvant atteindre plusieurs dizaines de mètres. Dans certains cas, lors d'un trop grand nombre de figures, l'oiseau peut même s'écraser au sol.

### Autres
Dans les championnats de pigeons de vol, des oiseaux dociles, appartenant à d'autres groupes de races, sont utilisés comme appelants. Nommés droppers, ils sont calmes et servent à attirer et rappeler les pigeons en vol, les poussant à se reposer au sol. Ils sont particulièrement utilisés pour les plongeurs. Le nom dropper vient du verbe anglais to drop signifiant « se laisser tomber ».

## Concours et championnats
Pour ces anciens pigeons messagers devenus pigeons de sport, des championnats nationaux et internationaux ont lieu pour mettre en valeur leurs performances sportives. Deux grands types de concours selon le type de races peuvent être organisés : concours de vol acrobatique et concours pour pigeons voyageurs.
Pour les vols acrobatiques, deux types de championnats sont présentés : sur pigeonnier fixe ou sur pigeonnier transportable.
Pour les pigeons voyageurs, les oiseaux sont notés sur leur vitesse. Plusieurs niveaux, avec des distances à parcourir différentes, sont proposés aux participants. Pour les concours de vitesse, les oiseaux sont lâchés à moins de 250 km. Pour les concours de demi-fond, les oiseaux couvrent entre 250 et 500 km en moins de 8 heures. Et les concours de fond qui peuvent atteindre 1 000 km et où les oiseaux peuvent mettre deux jours à rentrer.
Le nombre d'oiseaux participants peut s'élever à plusieurs milliers ; dans le cas d'un championnat international, le nombre peut atteindre 100 000 pigeons.
Lors des lâchers, les oiseaux sont exposés à divers dangers : la météo, les rapaces, la pollution et divers obstacles.
Un pigeon voyageur de compétition peut atteindre une grosse somme lors de ventes aux enchères. En 2019, un oiseau est vendu pour plus de 1,2 million d'euros.
- Lâcher de pigeons pour une course au Pays-Bas (8 juillet 1935).

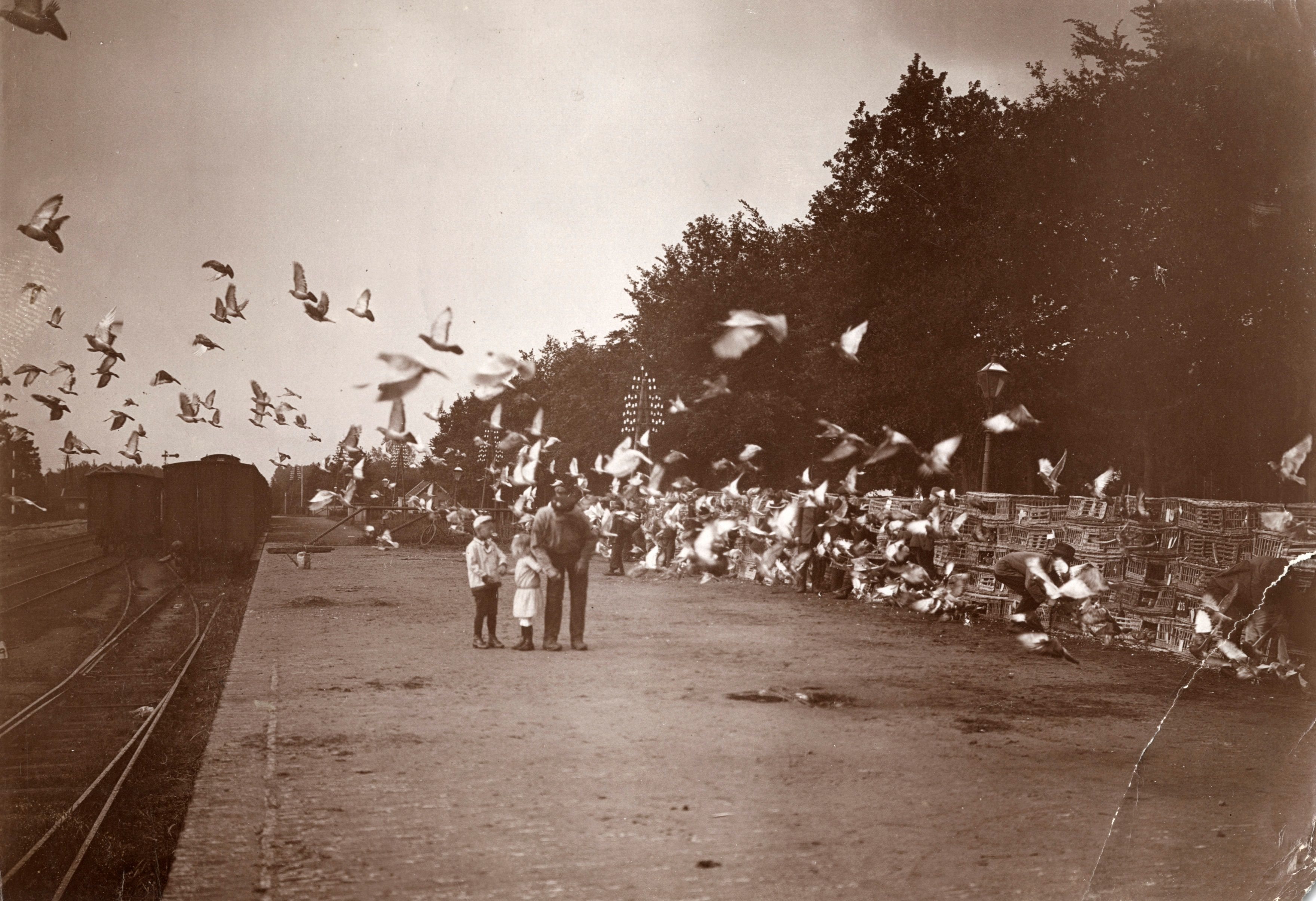
Départ d'une course de pigeon (avant 1916).
- Lâcher de pigeons pour une course au Pays-Bas (6 juillet 1936).